# U-348 (tàu ngầm Đức)
U-348 là một tàu ngầm tấn công  Lớp Type VII thuộc phân lớp Type VIIC được Hải quân Đức Quốc Xã chế tạo trong Chiến tranh Thế giới thứ hai. Nhập biên chế năm 1943, nó đã thực hiện được sáu chuyến tuần tra nhưng không đánh chìm được mục tiêu nào. U-348 bị đánh chìm trong một cuộc ném bom của Không lực 8 Không lực Lục quân Hoa Kỳ tại Hamburg vào ngày 30 tháng 3, 1945.

## Thiết kế và chế tạo

### Thiết kế

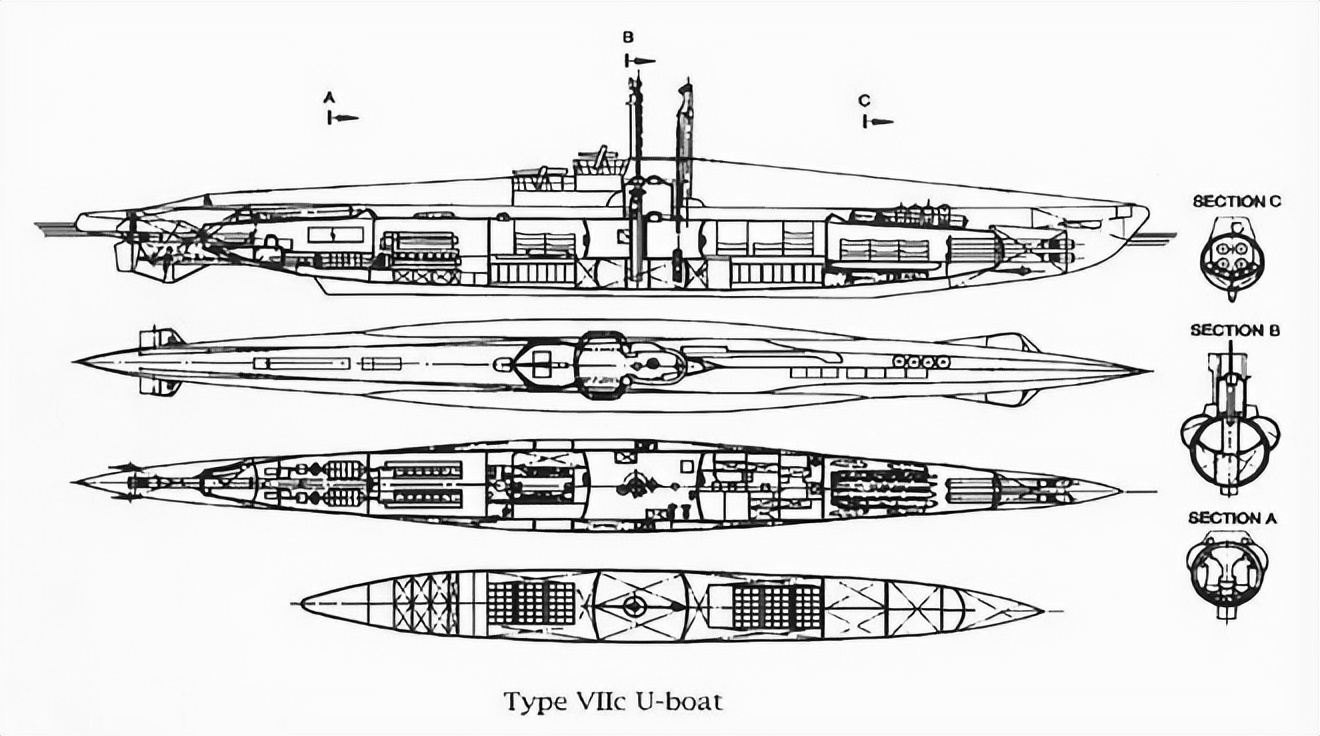
Sơ đồ các mặt cắt một tàu ngầm Type VIIC

Phân lớp VIIC của Tàu ngầm Type VII là một phiên bản VIIB được kéo dài thêm. Chúng có trọng lượng choán nước 769 t (757 tấn Anh) khi nổi và 871 t (857 tấn Anh) khi lặn). Con tàu có chiều dài chung 67,10 m (220 ft 2 in), lớp vỏ trong chịu áp lực dài 50,50 m (165 ft 8 in), mạn tàu rộng 6,20 m (20 ft 4 in), chiều cao 9,60 m (31 ft 6 in) và mớn nước 4,74 m (15 ft 7 in).
Chúng trang bị hai động cơ diesel Germaniawerft F46 siêu tăng áp 6-xy lanh 4 thì, tổng công suất 2.800–3.200 PS (2.100–2.400 kW; 2.800–3.200 bhp), dẫn động hai trục chân vịt đường kính 1,23 m (4,0 ft), cho phép đạt tốc độ tối đa 17,7 kn (32,8 km/h), và tầm hoạt động tối đa 8.500 nmi (15.700 km) khi đi tốc độ đường trường 10 kn (19 km/h). Khi đi ngầm dưới nước, chúng sử dụng hai động cơ/máy phát điện Garbe, Lahmeyer & Co. RP 137/c  tổng công suất 750 PS (550 kW; 740 shp). Tốc độ tối đa khi lặn là 7,6 kn (14,1 km/h), và tầm hoạt động 80 nmi (150 km) ở tốc độ 4 kn (7,4 km/h). Con tàu có khả năng lặn sâu đến 230 m (750 ft).
Vũ khí trang bị có năm ống phóng ngư lôi 53,3 cm (21 in), bao gồm bốn ống trước mũi và một ống phía đuôi, và mang theo tổng cộng 14 quả ngư lôi, hoặc tối đa 22 quả thủy lôi TMA, hoặc 33 quả TMB. Tàu ngầm Type VIIC bố trí một hải pháo 8,8 cm SK C/35 cùng một pháo phòng không 2 cm (0,79 in) trên boong tàu. Thủy thủ đoàn bao gồm 4 sĩ quan và 40-56 thủy thủ.

### Chế tạo
U-348 được đặt hàng vào ngày 10 tháng 4, 1941, và được đặt lườn tại xưởng tàu của hãng Nordseewerke ở Emden vào ngày 17 tháng 11, 1942. Nó được hạ thủy vào ngày 25 tháng 6, 1943, và nhập biên chế cùng Hải quân Đức Quốc Xã vào ngày 10 tháng 8, 1943 dưới quyền chỉ huy của Hạm trưởng, Trung úy Hải quân Hans-Norbert Schunck.

## Lịch sử hoạt động

### 1944
Sau khi hoàn tất việc huấn luyện và chạy thử máy trong thành phần Chi hạm đội U-boat 8, U-348 được điều sang Chi hạm đội U-boat 9 từ ngày 1 tháng 4, 1944 để hoạt động trên tuyến đầu. Nó quay trở lại cùng Chi hạm đội 8 từ ngày 12 tháng 7, rồi lại được điều sang Chi hạm đội U-boat 5 từ ngày 16 tháng 2, 1945.

#### Chuyến tuần tra thứ nhất
U-348 thực hiện các chuyến đi ngắn từ Kiel, Đức đến các cảng Stavanger, Kristiansand và Bergen thuộc Na Uy trong tháng 4, 1944. Chiếc tàu ngầm thực hiện chuyến tuần tra đầu tiên trong chiến tranh khi xuất phát từ Bergen vào ngày 23 tháng 4, và kết thúc khi quay về Bergen vào ngày 15 tháng 5.

#### Chuyến tuần tra thứ hai và thứ ba
Chuyến tuần tra thứ hai của U-348, cùng xuất phát và kết thúc tại Bergen, diễn ra từ ngày 20 tháng 5 đến ngày 11 tháng 6. Sau đó chiếc tàu ngầm chuyển đến cảng Trondheim, Na Uy vào giữa tháng 6.
Chuyến tuần tra thứ ba kéo dài từ ngày 26 tháng 6 đến ngày 22 tháng 7. U-348 xuất phát từ Trondheim và ghé đến Kiel vào ngày 11 tháng 7 trước khi kết thúc chuyến tuần tra tại Reval, (nay là Tallinn thuộc Estonia).

#### Chuyến tuần tra thứ tư
U-348 khởi hành từ Revel vào ngày 25 tháng 7 cho chuyến tuần tra thứ tư để hoạt động trong vịnh Phần Lan. Nó từng ghé đến Risholm vào ngày 28 tháng 7 và Grand Hotel vào ngày 3 tháng 8 trước khi kết thúc chuyến tuần tra tại Helsinki, Phần Lan vào ngày 17 tháng 8.

#### Chuyến tuần tra thứ năm
Chuyến tuần tra tiếp theo được tiến hành qua nhiều chặng: xuất phát từ Helsinki vào ngày 19 tháng 8 để đi đến Mösholm; đi đến Reval vào ngày 14 tháng 9; và kết thúc chuyến tuần tra tại Libau (nay là Liepāja thuộc Latvia) vào ngày 4 tháng 10. Sau đó chiếc tàu ngầm đi đến Danzig (nay là Gdańsk thuộc Ba Lan) vào đầu tháng 10.

### 1944

#### Chuyến tuần tra thứ sáu - Bị mất
U-348 thực hiện chuyến tuần tra cuối cùng trong chiến tranh khi xuất phát từ Danzig vào ngày 3 tháng 1, 1945, và kết thúc tại cảng Swinemünde (nay là Świnoujście thuộc Ba Lan) vào ngày 30 tháng 1. Sau đó chiếc tàu ngầm đi đến Hamburg trong tháng 2.
Khi Thế Chiến II đang đi vào giai đoạn kết thúc, U-348 bị đánh chìm trong một cuộc ném bom của Không lực 8 Không lực Lục quân Hoa Kỳ tại Hamburg vào ngày 30 tháng 3, 1945, tại tọa độ 53°32′B 09°51′Đ / 53,533°B 9,85°Đ. Hai thành viên thủy thủ đoàn đã thiệt mạng trong cuộc không kích. Xác tàu đắm được trục vớt và tháo dỡ sau chiến tranh.